# Seznam vévodů z Marlborough

Erb vévodů z Marlborough

Toto je úplný seznam vévodů z Marlborough, od roku 1702, kdy byl titul vévody z Marlborough udělen Siru Johnu Churchillovi, po součanost.

## Seznam vévodů z Marlborough (1702)
- John Churchill, 1. vévoda z Marlborough (1650–1722)
- Henrietta Godolphin, 2. vévodkyně z Marlborough (1681–1733)
- Charles Spencer, 3. vévoda z Marlborough (1706–1758)
- George Spencer, 4. vévoda z Marlborough (1739–1817)
- George Spencer-Churchill, 5. vévoda z Marlborough (1766–1840)
- George Spencer-Churchill, 6. vévoda z Marlborough (1793–1857)
- John Spencer-Churchill, 7. vévoda z Marlborough (1822–1883)
- George Spencer-Churchill, 8. vévoda z Marlborough (1844–1892)
- Charles Spencer-Churchill, 9. vévoda z Marlborough (1871–1934)
- John Spencer-Churchill, 10. vévoda z Marlborough (1897–1972)
- John Spencer-Churchill, 11. vévoda z Marlborough (1926–2014)
- Charles Spencer-Churchill, 12. vévoda z Marlborough (* 1955)

Dědicem titulu vévody z Marlborough (angl. Heir Apparent) je nejstarší syn současného vévody, George Spencer-Churchill, markýz z Blandfordu (* 1992).